# جيري سيمبسون
جيري سيمبسون (بالإنجليزية: Jerry Simpson)‏ هو سياسي أمريكي، ولد في 31 مارس 1842 في جزيرة الأمير إدوارد في كندا، وتوفي في 23 أكتوبر 1905 في ويتشيتا في الولايات المتحدة. حزبياً، نشط في حزب الشعب. وقد انتخب عضو مجلس النواب الأمريكي.